# Rhombognathides mucronatus
Rhombognathides mucronatus är en kvalsterart som först beskrevs av Viets 1927.  Rhombognathides mucronatus ingår i släktet Rhombognathides och familjen Halacaridae. Arten är reproducerande i Sverige. Inga underarter finns listade i Catalogue of Life.